# 高枝剪

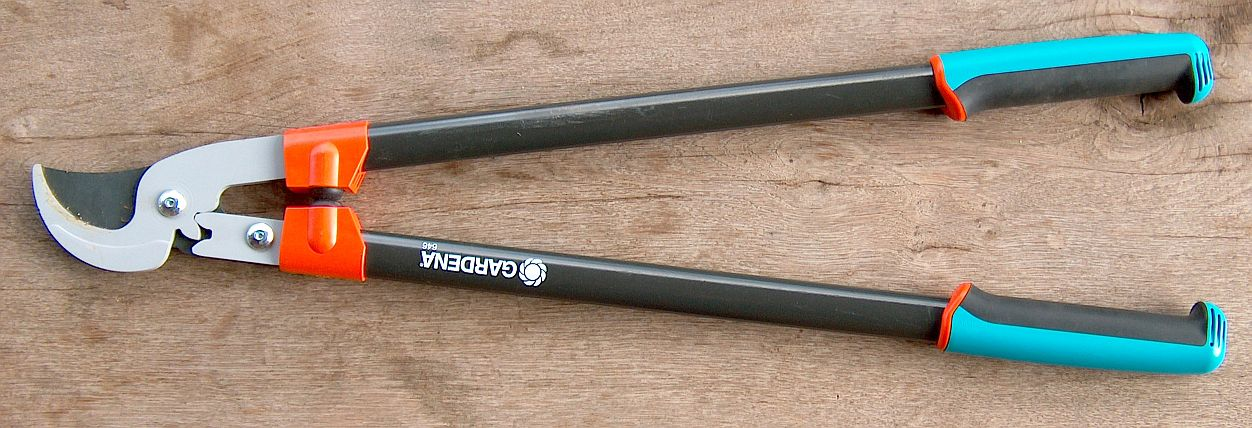
Bypass loppers with double curved blades

高枝剪，又稱高空樹剪、高枝剪定鋏。這項產品是為修剪無法輕易觸及的高空樹枝而設計。
通常是由一根較長的棍子，修剪樹枝用的刀頭搭配繩索做動拉力而成的結構組成。

## 歷史
修剪果樹是果樹行業重要的流程，農友們通常會帶著修枝剪、手鋸爬到樹上修剪1~2米以上的樹枝。
而為了修剪過高的果樹，增加透光性。早期的農民就地取材，使用竹子加上鋸片並且用粗繩簡易綑綁即開始修剪樹枝。
現今的農業更講求效率、安全。逐漸演變成輕量化可伸縮的鋁棍，組合上高枝剪總成。